# Ješkova Ves
Ješkova Ves (bis 1964 slowakisch „Ježkova Ves“ – bis 1927 „Ježkova Nová Ves“ oder „Ježkovejsa“; ungarisch Jaskafalva – bis 1900 Kolosjeskófalu) ist eine Gemeinde in der West-Mitte der Slowakei mit 494 Einwohnern (Stand 31. Dezember 2024), die zum Okres Partizánske, einem Teil des Trenčiansky kraj, gehört.

## Geographie
Die Gemeinde befindet sich am Nordhang des Tribetzgebirges in einem Seitental am Oberlauf des Baches Vyčoma im Einzugsgebiet der Nitra. Das Ortszentrum liegt auf einer Höhe von 226 m n.m. und ist 15 Kilometer von Partizánske entfernt.
Nachbargemeinden sind Veľký Klíž im Norden und Osten, über ein Viereck Žikava im Süden und Klátova Nová Ves im Westen.

## Geschichte

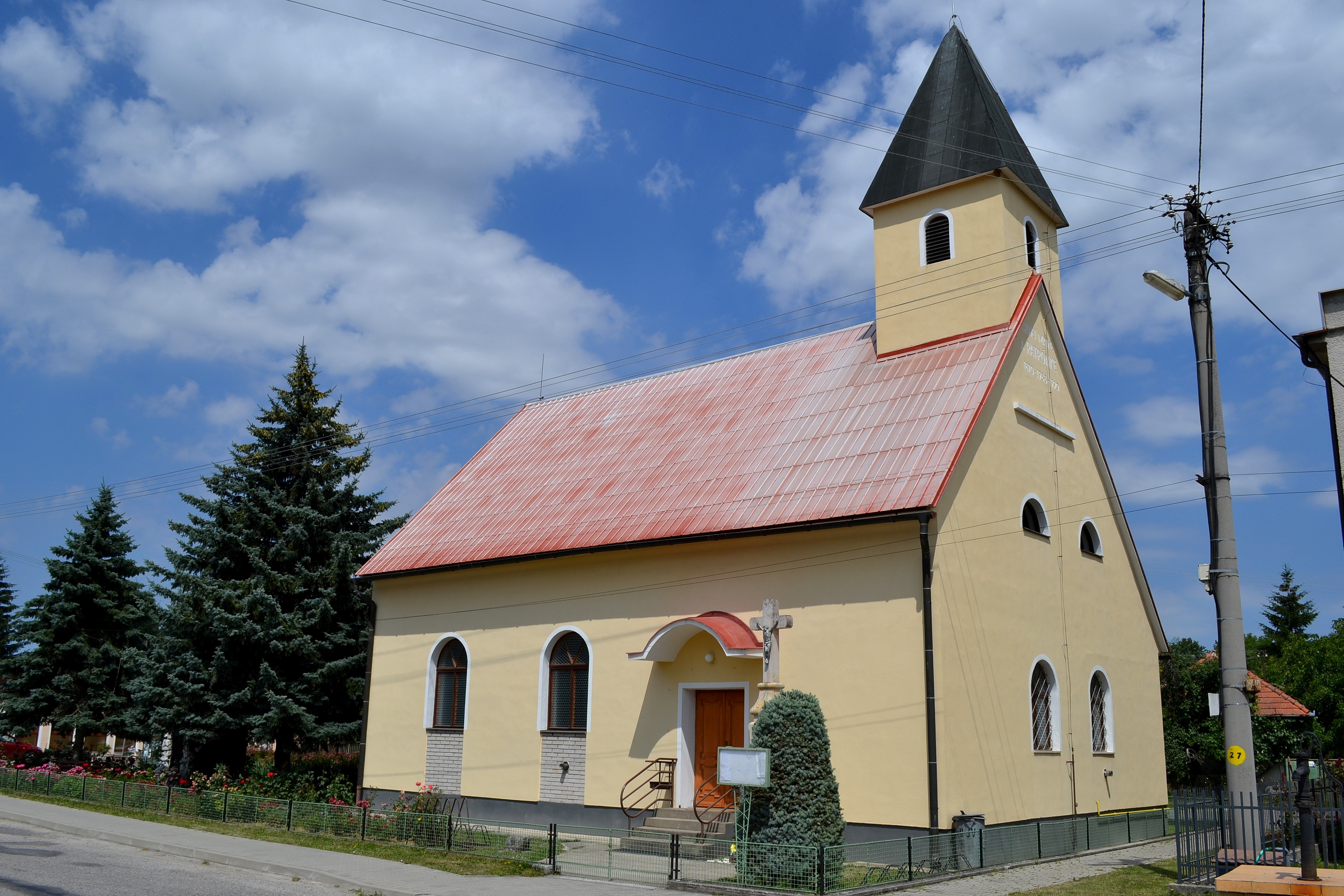
Kirche in Ješkova Ves

Ješkova Ves entwickelte sich aus einer älteren Siedlung des Landadels, die im 12. Jahrhundert bestand. 1293 wurde ein Ort namens Petrus an der Stelle der heutigen Siedlung erwähnt, das heutige Dorf wurde zum ersten Mal 1430 als Jeskfalu schriftlich erwähnt und war Besitz des Geschlechts Bossányi und nach 1430 der Abtei im benachbarten Ort Klíž. 1553 gab es vier Porta im Ort, 1755 hatte die Ortschaft 311 Einwohner, 1828 zählte man 44 Häuser und 314 Einwohner, die als Fuhrmänner, Landwirte sowie als Besenmacher beschäftigt waren.
Bis 1918 gehörte der im Komitat Neutra liegende Ort zum Königreich Ungarn und kam danach zur Tschechoslowakei beziehungsweise heute Slowakei. Von 1964 bis 1990 war Ješkova Ves Teil der Gemeinde Veľký Klíž.

## Bevölkerung
| Jahr                | 1994 | 2004    | 2014    | 2024    |
| ------------------- | ---- | ------- | ------- | ------- |
| Anzahl der Personen | 539  | 504     | 505     | 494     |
| Unterschied         |      | −6,49 % | +0,19 % | −2,17 % |

| Jahr                | 2023 | 2024    |
| ------------------- | ---- | ------- |
| Anzahl der Personen | 498  | 494     |
| Unterschied         |      | −0,80 % |

Gemäß der Volkszählung 2011 wohnten in Ješkova Ves 514 Einwohner, davon 509 Slowaken und zwei Tschechen. Drei Einwohner machten keine Angabe zur Ethnie.
461 Einwohner bekannten sich zur römisch-katholischen Kirche, vier Einwohner zur Evangelischen Kirche A. B., jeweils zwei Einwohner zur griechisch-katholischen Kirche und zur orthodoxen Kirche; vier Einwohner bekannten sich zu einer anderen Konfession. 21 Einwohner waren konfessionslos und bei 20 Einwohnern wurde die Konfession nicht ermittelt.

## Bauwerke und Denkmäler
- römisch-katholische Kirche Sieben Schmerzen Mariens